# Denis Krief
Denis Krief (* in Karthago, Tunesien) ist ein französisch-italienischer Opernregisseur. Für seine Inszenierungen wurde er von der italienischen Presse mehrmals zum Regisseur des Jahres gewählt.

## Leben
Denis Krief wuchs in Paris auf, wo er zunächst Klavier und Gesang studierte. Nach Abschluss seiner Studien begann er, sich dem Musiktheater zu widmen. Seit 1985 wurde er von verschiedenen französischen Theatern als Regisseur engagiert. Einen vorläufigen Höhepunkt erreichte seine Karriere mit der Inszenierung der Oper Benvenuto Cellini von Hector Berlioz an der Opéra de la Bastille seiner Heimatstadt.
Diese Produktion brachte ihm die Aufmerksamkeit der internationalen Opernkritik, was etliche internationale Engagements zur Folge hatte. Seither arbeitet er vor allem in Italien, Frankreich, Russland, Österreich, Deutschland und Japan.
Die Bühnenbilder und Kostüme zu seinen Inszenierungen entwirft Denis Krief stets selbst. Er spricht unter anderem französisch, italienisch, russisch, portugiesisch, englisch und deutsch.

## Wichtige Inszenierungen
- 1993: Benvenuto Cellini (Hector Berlioz) – Paris, Opéra de la Bastille
- 1998: Linda di Chamounix (Gaetano Donizetti) – Bologna, Teatro Comunale
- 1999: A Midsummer Night's Dream (Benjamin Britten) – Rom, Teatro dell'Opera
- 1999: Turandot (Ferruccio Busoni) – Sassari, Preisträger Premio Abbiati
- 2000: Turandot (Giacomo Puccini) – Sassari, Preisträger Premio Abbiati
- 2000: Lucia di Lammermoor (Gaetano Donizetti) – Cagliari, Teatro lirico di Cagliari, Preisträger Premio Abbiati
- 2001: Lucia di Lammermoor (Gaetano Donizetti) – Neapel, Teatro San Carlo
- 2001: Iolanta (Pjotr Tschaikowski) – Moskau, Helikon-Oper
- 2001: Macbeth (Giuseppe Verdi) – Moskau, Helikon-Oper
- 2002: The Death of Klinghoffer (John Adams) – Modena, Teatro Comunale
- 2002: Moses und Aron (Arnold Schönberg) – Palermo, Teatro Massimo
- 2003: Un ballo in maschera (Giuseppe Verdi) – Bologna, Teatro Comunale
- 2004: La traviata (Giuseppe Verdi) – Catania, Teatro Bellini
- 2004–2006: Der Ring des Nibelungen (Richard Wagner) – Karlsruhe, Badisches Staatstheater
- 2005: Parsifal (Richard Wagner) – Venedig, Teatro La Fenice
- 2006: Turandot (Giacomo Puccini) – Tokio und Karlsruhe
- 2007: Nabucco (Giuseppe Verdi) – Verona, Arena di Verona
- 2007: Turandot (Giacomo Puccini) – Venedig, Teatro La Fenice
- 2008: The First Emperor (Tan Dun) – Saarbrücken, Saarländisches Staatstheater, europäische Erstaufführung
- 2009: Maria Stuarda (Gaetano Donizetti) – Venedig, Teatro La Fenice
- 2010: Alzira (Giuseppe Verdi) – St. Gallen, Theater St. Gallen, Schweizer Erstaufführung
- 2010: Die Frau ohne Schatten (Richard Strauss) – Tokio
- 2011: La fede ne’ tradimenti (Attilio Ariosti) – Siena
- 2012: Luisa Miller (Giuseppe Verdi) – Bilbao
- 2012: Il barbiere di Siviglia (Gioachino Rossini) – Bari, Teatro Petruzzelli
- 2013: Rigoletto (Giuseppe Verdi) – Bari, Teatro Petruzzelli
- 2014: Orfeo ed Euridice (Christoph Willibald Gluck) – Florenz, Maggio Musicale
- 2014: Rusalka (Antonín Dvořák) – Rom, Teatro dell’Opera
- 2015: Turandot (Giacomo Puccini) – Rom, Caracalla-Thermen, Freiluftproduktion des Teatro dell’Opera
- 2016: Das Rheingold (Richard Wagner) – Tokio, Suntory Hall
- 2019: Aida (Giuseppe Verdi) – Rom, Caracalle-Thermen, Freiluftproduktion des Teatro dell'Opera
- 2022: La rondine (Giacomo Puccini) – Torre del Lago, Festival Puccini